# Le Transloy
Le Transloy là một xã ở tỉnh Pas-de-Calais, vùng Hauts-de-France của Pháp.

## Địa lý
Le Transloy có cự ly 18 dặm (29 km) về phía nam Arras, tại giao lộ của các tuyến đường N17 và đường D19.

## Dân số
| 1962                                                         | 1968 | 1975 | 1982 | 1990 | 1999 | 2006 |
| ------------------------------------------------------------ | ---- | ---- | ---- | ---- | ---- | ---- |
| 421                                                          | 447  | 405  | 399  | 390  | 371  | 424  |
| Số liệu điều tra dân số từ năm 1962: Dân số không tính trùng |      |      |      |      |      |      |

## Địa điểm nổi bật
- Nhà thờ St.Nicholas, xây lại sau đệ nhất thế chiến.